# Mit brennender Sorge
Mit brennender Sorge (pronuncia [mɪt ˈbʁɛnəndɐ ˈzɔɐɡə]) (in lingua italiana Con viva [letteralmente bruciante, cocente] ansia) è una enciclica di papa Pio XI scritta in tedesco e pubblicata il 10 marzo 1937. Indirizzata ai vescovi tedeschi, ed eccezionalmente redatta in tedesco per facilitarne la diffusione e la lettura nelle chiese del Paese, l'enciclica è incentrata «sulla situazione religiosa nel Reich tedesco».
L'enciclica, che porta la data del 14 marzo, venne letta nelle parrocchie tedesche il 21 marzo (domenica delle Palme) e divulgata alla stampa il giorno successivo.
Come è uso per le encicliche, il titolo del documento è tratto dalle prime parole del testo, con la peculiarità che essendo l'enciclica stata scritta in tedesco per semplificarne la diffusione tra il clero ed il popolo tedesco ai quali è indirizzata, la denominazione ufficiale è parimenti in tedesco, anziché in latino. È la sola lettera enciclica di un papa edita ufficialmente in tedesco.

## Storia
Il 20 luglio 1933 papa Pio XI aveva stipulato con la Germania nazista un concordato (Reichskonkordat) che garantiva certi diritti alla Chiesa cattolica, in particolar modo per quanto concerneva l'insegnamento religioso.
Le motivazioni del concordato da parte cattolica sono ricordate all'inizio dell'enciclica:
Nonostante molte e gravi preoccupazioni [...] Volevamo risparmiare ai Nostri fedeli, ai Nostri figli e alle Nostre figlie della Germania [...] le tensioni e le tribolazioni che, in caso contrario, si sarebbero dovute con certezza aspettare, date le condizioni dei tempi.»
La Germania nazista venne tuttavia ben presto meno ai patti: durante la notte dei lunghi coltelli vennero già uccisi dei dirigenti di organizzazioni cattoliche (tra cui spicca Erich Klausener al vertice della Katholische Aktion), mentre poco dopo iniziarono le persecuzioni anticattoliche. Il cardinale Eugenio Pacelli (futuro papa Pio XII e allora cardinale segretario di Stato) rivolse invano, dal 1933 al 1939, 45 note di protesta al governo tedesco.
Secondo il testo dell'enciclica Hitler, che viene indirettamente chiamato inimicus homo (uomo nemico),  aveva in realtà già avuto in mente di non rispettare i patti, non avendo altro scopo se non una lotta fino all'annientamento della Chiesa attraverso la campagna «dell'odio, della diffamazione, di un'avversione profonda, occulta e palese, contro Cristo e la sua Chiesa, scatenando una lotta che si alimentò in mille fonti diverse, e si servì di tutti i mezzi.»
L'enciclica reca la firma di Pio XI ma fu materialmente redatta in segreto dai cardinali Pacelli (che ben conosceva la lingua e la cultura tedesche) e von Faulhaber (arcivescovo di Monaco e Frisinga). Per non essere intercettata dalla Gestapo, fu trasmessa segretamente in Germania e tenuta nascosta dai parroci, spesso all'interno dei tabernacoli.

## Contenuto
L'enciclica parla della situazione della Chiesa cattolica tedesca e dei suoi membri nella Germania nazista. Il documento deplora le violazioni del Concordato del 1933 e condanna la dottrina nazionalsocialista come fondamentalmente anticristiana e pagana:
(§ 2)
In particolare, il documento condanna in chiari termini il culto della razza e dello stato, definendoli perversioni idolatriche e dichiarando "folle" il tentativo di imprigionare Dio nei limiti di un solo popolo e nella ristrettezza etnica di una sola razza:
(§2)
L'enciclica ringrazia poi apertamente i «sacerdoti» e «tutti i fedeli» che «nella difesa dei diritti della divina Maestà contro un provocante neopaganesimo, appoggiato, purtroppo, spesso da personalità influenti», adempiono «il proprio dovere di cristiani».
Nel testo viene condannata anche la mistificazione o lo stravolgimento dei contenuti della fede cristiana:
(§ 6)
(§ 9)

## Conseguenze
La pubblicazione dell'enciclica Mit brennender Sorge destò una violenta reazione da parte del regime nazista, colto di sorpresa dalla lettura dell'enciclica nei pulpiti delle chiese. Hitler in persona ordinò di sequestrare tutte le copie del testo e di impedirne l'ulteriore diffusione. Vennero inoltre inasprite le persecuzioni contro i cattolici. Vennero inscenati migliaia di nuovi processi verso esponenti del clero (con l'accusa di frode fiscale o di abusi sessuali), con il supporto della stampa propagandistica. Vennero colpiti anche alcuni giornali cattolici (costretti alla soppressione) e associazioni cattoliche (fino ad ottenerne lo scioglimento). Nel maggio 1937 1.100 sacerdoti e religiosi vennero imprigionati, di cui 304 vennero poi deportati nel campo di concentramento di Dachau nel 1938.
La replica del regime non fu diretta, ma i gesti di Hitler nei mesi dopo la pubblicazione dell'enciclica segnalarono le rinnovate tensioni con la Chiesa Cattolica. Nel maggio del 1937, egli affermò che «Noi non possiamo ammettere che l'autorità del governo sia messa sotto attacco da qualsiasi altra autorità. E questo vale anche per le Chiese». Tale ammonimento era rivolto non solo alla Chiesa cattolica, ma anche alle Chiese protestanti in disaccordo con il regime hitleriano.
I cattolici antifascisti accolsero l'enciclica in modo differente. Ad esempio, William Teeling, critico verso la politica concordataria seguita dalla Chiesa, disse che l'enciclica costituiva «solo una protesta, niente di più»; Robert d'Harcourt affermò al contrario che essa costituiva un «punto conclusivo» nella storia dei rapporti tra Chiesa Cattolica e Germania nazista.